# Vad var det vi sa!
Vad var det vi sa! är en singel från år 2005 av och med artisten Jakob Gordin där Håkan Hemlin från gruppen Nordman medverkar.
Singeln innehåller följande låtar:
1. Vad var det vi sa! (med Håkan Hemlin)
2. För kärlekens skull